# 小行星2570
小行星2570（2570 Porphyro）是一颗围绕太阳公转的小行星。1980年8月6日，愛德華·鮑威爾在可可尼诺县发现了此天体。
該小行星以英國詩人約翰·濟慈的詩作《聖艾格尼絲之夜》中的男主角波菲羅（Porphyro）命名。
这颗小行星的绝对星等为97.64894等。